# Maximilien de Béthune, hertig av Sully

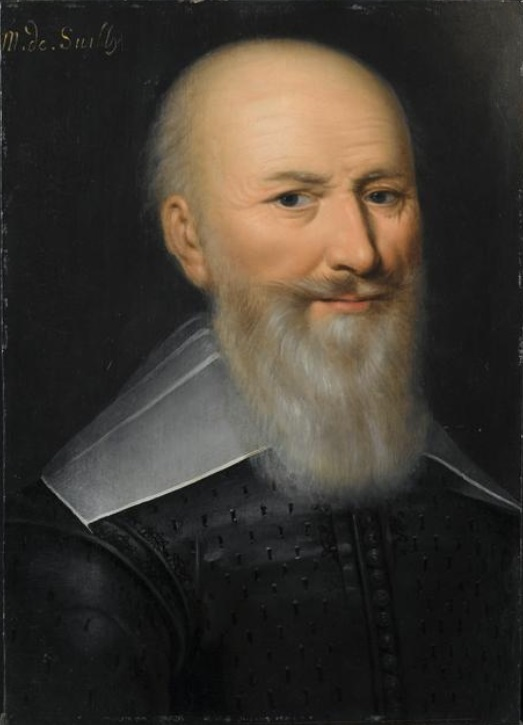
Maximilien de Béthune, hertig av Sully.

Maximilian de Béthune, baron de Rosny, hertig av Sully, född den 13 december 1560 på slottet Rosny, nära Mantes Ile-de-France, död den 22 december 1641 på slottet Villebon (departementet Loir-et-Cher), var en fransk statsman.
Sully härstammade från en flamländsk släkt Béthune, känd sedan 1000-talet. Fadern hade på Condés sida deltagit i hugenottkrigen, två yngre bröder till Sully övergick till katolicismen, men Sully själv förblev protestant. Redan vid 10 års ålder blev Sully föreställd för Henrik av Navarra, som tog honom med sig till Paris, där han med knapp nöd tack vare sin rådighet undgick Bartolomeinattens blodbad (1572). 
Han kämpade sedermera tappert i hugenotternas härar, till en början under hertigen av Anjou och från 1585 i Henriks av Navarra tjänst. Genom sitt giftermål med Anne de Courtenay fick han en stor förmögenhet, som han under inbördeskriget väsentligt förkovrade, bl. a. genom inköp av tyska hästar. Sully utmärkte sig särskildt för tapperhet och skicklighet som ingenjörofficer i flera av tidens drabbningar, bl. a. vid Coutras (1587) och Ivry (1590), där han blev svårt sårad.
Efter Henriks tronbestigning (1589) blev han snart dennes förtrogne rådgivare, uppmanade honom att av statsskäl övergå till katolicismen, men vägrade själv att följa exemplet trots anbud om stora materiella fördelar från konungen. År 1594 blev Sully statssekreterare och fick ledningen av finansförvaltningen, från 1595 som överintendent (surintendant des finances). År 1602 blev han markis, guvernör för Bastiljen och överintendent för fästningsväsendet (surintendant des fortifications) samt 1606 hertig och pär. 
Sully var en synnerligen trogen och nitisk tjänare åt Henrik IV. Han kämpade vid dennes sida i kriget mot Savojen, med vilket han förmedlade fred 1602, och ledde med stor skicklighet Henriks underhandlingar med Jakob I av England. I den inre förvaltningen främjade han med kraft och framgång sparsamhet och opponerade sig med gott resultat mot den slösaktighet Henrik utövade till förmån för sina älskarinnor samt lyckades avstyra hans giftermål med Gabrielle d'Estrées. En sann vänskap förenade honom med konungen, som just var på väg till Sullys bostad, när han mördades (1610). 
I synnerhet på det finansiella området verkade Sully ofantligt till Frankrikes fromma. Han höll sträng räfst med skatteförpaktarna, upphävde en mängd skatteprivilegier och lär ha varit betänkt på att upphäva den tryckande saltskatten 
(la gabelle). Han lät företa flera nyttiga åtgärder till jordbrukets höjande och uppmuntrade gruvdriften, men hade föga sinne för industrins understödjande. Han arbetade mycket för vägars och kanalers upprättande liksom för gränsförsvarets stärkande. 
På grund av sina många reformer var han mycket impopulär och drog sig tillbaka från det offentliga livet kort efter Henrik IV:s död. Sully utgav Mémoires des sages et royalles æconomies d’estat ... de Henry le grand ... et des servitudes utiles etc. (1638).